# 郊区城市化

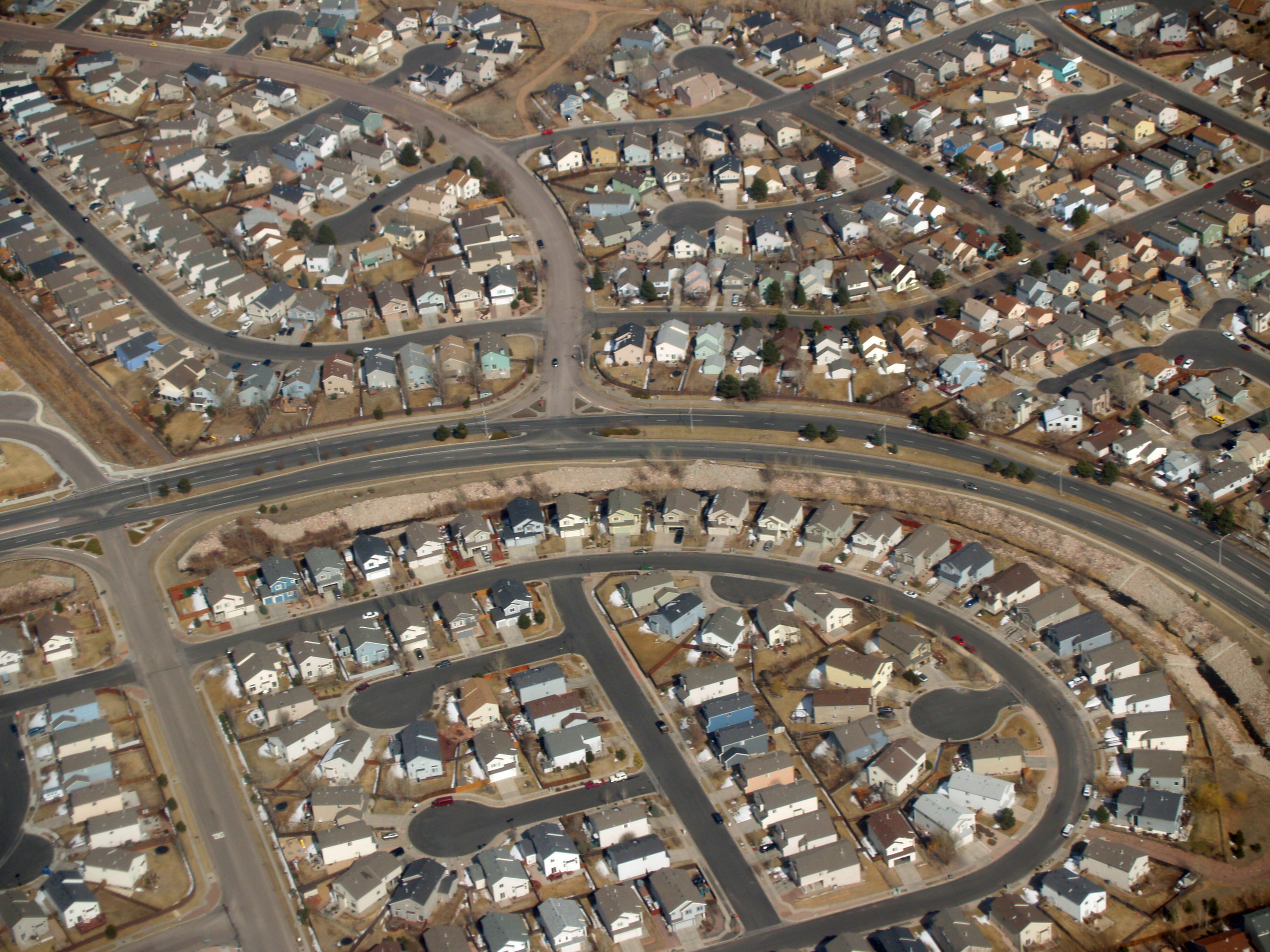
美国一种城郊的土地利用模式

郊区城市化（英語：suburbanization，又译郊区化或市郊化）指城市郊区乡村型社会地域组织向城市型社会地域组织演变的过程，是城市蔓延的一种表现。郊区城市化也是和城市化关联的，它代表了人口从城市中心向城市邊陲的迁移。
许多大都市区内的居民在中心城区工作，并选择住在郊区的卫星社区，开车或搭乘公共交通上班。也有一些人利用更先进的技术在家工作。该过程经常发生在经济较发达的国家，特别是美国，据信美国是首个大多数人口居住在郊区，而非城市或农村地区的国家。遏制城市蔓延的支持者认为，蔓延导致城市衰退，并导致内城区低收入居民集中。

## 原因
郊区城市化最早在欧美发达国家出现，出现时间为1950年前后。以美国为例，以下是郊区城市化的原因：

### 通勤时间增加
由于8小时工作制的推广，人们留在工作场所的时间大幅减少。早班时间的开始一般是上午9点钟，这使得人们不需要在很早的时候就起床去上班，但此前留下的习惯允许人们在工作开始前两个小时左右就有了空余时间。这种空余时间除去就餐外剩余时间允许人们在路上驾车或乘公交前往工作场所。更长的通勤时间意味着允许更长的通勤距离，这直接导致了人们有条件居住在郊区前往市中心上班。

### 高速公路
美国在1950年后开始加速高速公路尤其是半封闭式高速公路的建设。艾森豪威尔主持的州际高速公路网络是郊区城市化的重要推动力量。这些高速公路一开始并非是为了通勤而建设的，当时的高速公路为了增加运输效率、减少点对点的运输时间而尽量接近市中心。由于高速公路的设计理念是没有平交道口、半封闭减少干扰、多车道以便超车，这导致利用这些高速公路前往市中心的速度远远比利用普通城市街道要快得多。这允许人们更快地从郊区进入市中心。
随着人们对高速公路的利用率增加，道路部门则通过新建更多高速公路和拓宽现有高速公路的方式来缓解交通压力，进一步方便更多人使用高速公路通勤。

### 汽车普及
40年代以后美国的汽车普及率已经非常高，在家家户户都有车的情况下人们的通勤过程变得更加舒适，而且速度更快，在同样的同通勤时间内允许更长的通勤距离。在高速公路的支持下通勤距离可以远长于一般市区到市中心的距离，因此能够将远郊变为近郊，将通勤距离内的乡村变成郊区。

### 市中心过度集中
由于交通和建筑技术不发达，以前的城市规划密度很大，而且楼层较少，这导致市中心人口容量受限。在人口持续增加的情况下，房价和地价迅速上涨，导致住房和商业办公用地价格不可承受。其结果就是企业和商业向郊区迁移以降低土地成本，这些企业和商业提供的就业岗位反过来允许人们搬到郊区并在郊区工作，而在郊区居住的人口持续增加又使得更多企业和商业迁往郊区，形成一种良性循环。
同时，市中心的拥挤导致人均居住面积的狭小，人们有足够的条件后就会选择更好的居住环境，加速向郊区新建住宅区迁移。而商业企业设施为了满足顾客和员工的停车需求则开始在郊区建设具有巨大停车场的大型卖场和企业园区。
另一方面，市中心土地价格的高企导致很少有开发商能够大面积开发新社区，因此开发商更热衷于前往郊区拿地并用更舒适且更廉价的独栋住宅吸引买家。市中心开发的住宅往往由于地价过高而出现两极分化：要么是同样狭小的居住单元，要么是价格远高于一般人承受能力的大户型公寓，而这两者对于中产阶级的吸引力都不如郊区的独立住宅。

## 优点
郊区城市化的模式对于一般居民有着如下优势：
降低房价：郊区充足的土地导致房价较低，而市中心人口被分流到郊区也使得市中心住房缺乏的情况得到缓解。
提高生活水平：郊区的低密度住宅区可以提供更多公共和私人的户外空间，也可以提供更大、更舒适的住宅单元，人均居住面积更大，也可以让家庭成员拥有更多私人空间。
减少市中心的开发强度：市中心核心区大量建设高层建筑会导致土地沉降和交通拥堵，而郊区城市化可以分流市中心人口，减缓交通拥堵和减少高层住宅建设。同时郊区低密度的建筑可以使用速生木材和再生材料（纸板或塑料）建造，不需要太多混凝土和钢材，而这两种建材的生产和回收过程对环境污染和破坏严重。

## 缺点
污染环境：郊区城市化的低密度模式导致公共交通盈利能力下滑，使得人们更加依赖汽车出行，进而增加人均碳排放量。而建设用地的扩张则会破坏森林、沼泽、湿地等自然景观，从而引起环境问题，比如植被退化等。
导致市中心空心化，进一步恶化市中心的人居环境，住房价格的下滑导致市中心低收入化，进而提高犯罪率。而且中心人口减少和企业外迁會导致税基收缩，城市更易陷入财政困境，尤其是那些开发较早但现在已经出现衰退的城市（底特律、巴尔的摩、芝加哥、费城等）。